# Das Kabinett des Schreckens
Das Kabinett des Schreckens (Originaltitel: The Funhouse) ist ein US-amerikanischer Horrorfilm aus dem Jahr 1981. Regie führte Tobe Hooper. Die Hauptrolle verkörperte Elizabeth Berridge. Der Streifen wurde von Universal Pictures produziert und vertrieben.

## Handlung
Die Teenager-Freunde Buzz, Amy, Liz und Richie besuchen im Nachbarort den Rummelplatz. Die zwei Pärchen wollen sich gegenseitig Mut beweisen und lassen sich nach der letzten Fahrt in der Grusel-Attraktion „Funhouse“ einschließen, um dort die Nacht zu verbringen. Doch, was zunächst als eine Freak- und Grusel-Show auf dem Jahrmarkt gedacht war, erweist sich schon bald als eine tödliche Falle.
Der lustige Scherz wird zur grauenhaften Erfahrung, als sie beobachten, wie der entstellte Sohn des Besitzers auf grausame Weise eine Prostituierte ermordet. Auch ihre Anwesenheit bleibt nicht unbemerkt, und die Teenager werden in dem Haus eingeschlossen. Der Sohn beginnt Jagd auf die Jugendlichen zu machen, wobei ihm der Vater in allen Belangen hilft, die unliebsamen Zeugen möglichst schnell aus der Welt zu schaffen. Im Endeffekt bezahlen einige den Eintritts-Preis mit ihrem Leben. Im Morgengrauen kommt Amy als die einzige Überlebende heraus.

## Hintergrund
Wegen brutaler Szenen und Gewaltverherrlichung wurde der Film in Deutschland am 31. Dezember 1983 indiziert. Die Listenstreichung erfolgte am 28. November 2008, und der Horror-Streifen wurde ab 16 Jahren freigegeben.
Das Kabinett des Schreckens wurde vom 10. März bis Anfang Mai 1980 in Miami gedreht und hatte seine Uraufführung am 13. März 1981. Die deutsche Erstaufführung war am 26. Juni 1981.

## Kritik
Der Don meinte auf Horror-Page.de, der Film überzeuge auf ganzer Linie. Er nennt ihn einen „super Klassiker“, der damals ein neues Horrorgenre „erfand“, eines, „das an Orten zuhause ist, die eigentlich eher Fröhlichkeit ausstrahlen“. Er kritisiert lediglich, man hätte „ein wenig mehr Blutfließen einfügen“ können. So sähen „Die Szenen, in denen die Figuren ums Leben kommen […] irgendwie staubtrocken aus“. Das Lexikon des internationalen Films sah dagegen einen „[s]imple[n] Horrorfilm ohne inszenatorische Einfälle, mit einer Folge blutiger, brutaler Schocks.“
Jake Wilson meinte in seiner Kritik für die australische Zeitung The Age, Tobe Hooper zeige in diesem Film seine Bandbreite und seine thematische Konsistenz. Dennis Schwartz schrieb, Hooper zeige in dem Film seine Stärken bei der Darstellung der zwielichtigen Atmosphäre, meint aber auch, Hooper habe keinen der Charaktere voll entwickelt.